# Оџак (Невесиње)
Оџак је насељено мјесто у општини Невесиње, Република Српска, БиХ. Према попису становништва из 2013. у насељу је живјело 140 становника.

## Становништво
На попису 1991. године овдје су живјеле породице: Кевељ, Кљако, Џелетовић, Мутиловић, Брењо, Шаранчић, Капор, Шиповац, Унковић и Штукан.
| Демографија | Демографија | Демографија |
| Година      | Становника  | Становника  |
| ----------- | ----------- | ----------- |
| 1948.       | 1.294       |             |
| 1953.       | 3.239       |             |
| 1961.       | 349         |             |
| 1971.       | 316         |             |
| 1981.       | 271         |             |
| 1991.       | 222         |             |
| 2013.       | 140         |             |